# Emili Guanyavents i Jané

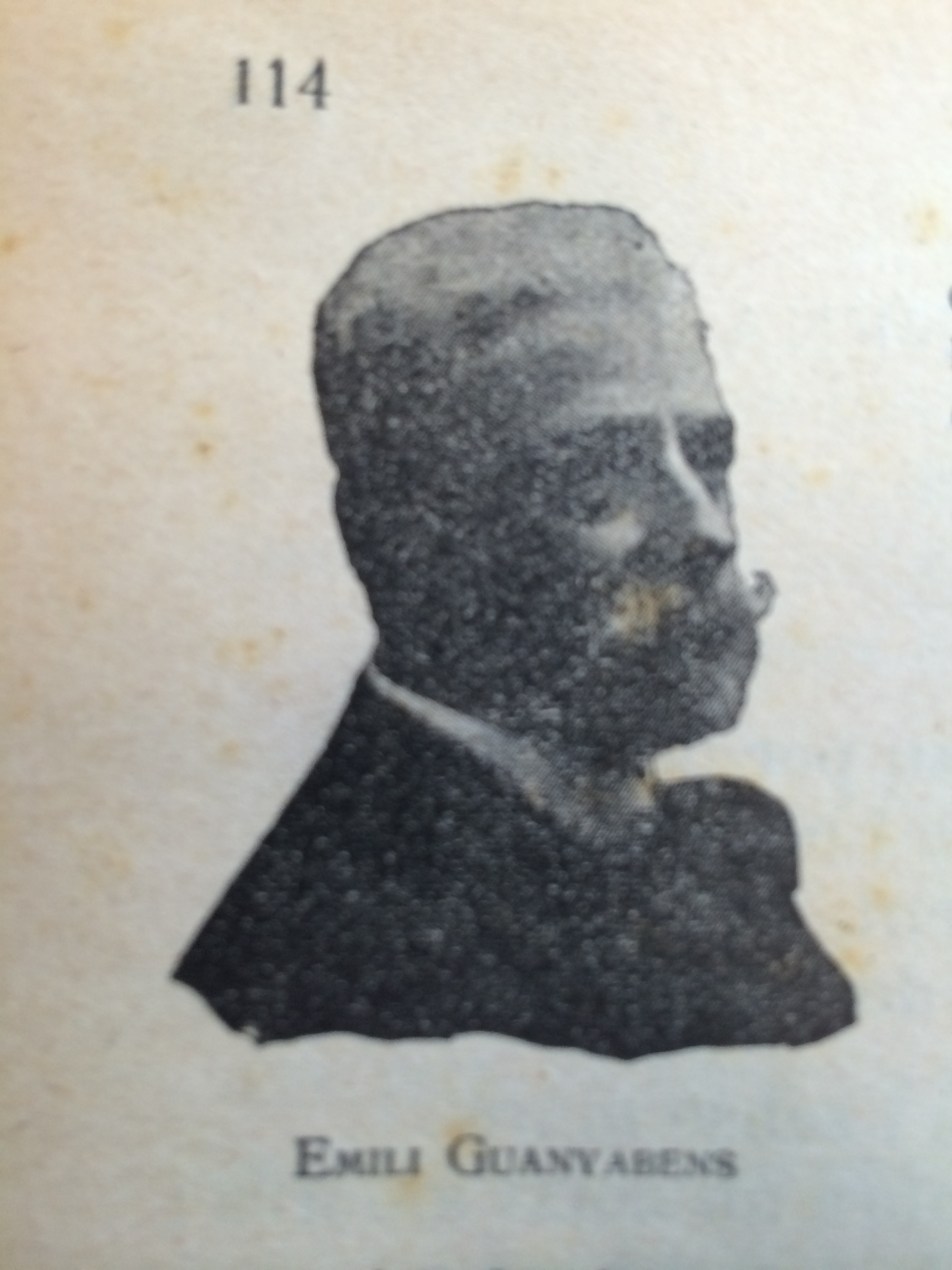
Emili Guanyavents i Jané

Emili Guanyavents i Jané, oft auch Emili Guanyabens i Jané (* 1860 in Barcelona; † 1941 ebenda), war ein katalanischer Schriftsetzer sowie ein Dichter und Übersetzer französischer Lyrik in die katalanische Sprache. Guanyavents hat 1899 den Text der aktuellen katalanischen Nationalhymne Els Segadors gedichtet.

## Leben und Werk
Bereits als Jugendlicher war Guanyavents literarisch wie auch politisch stark in den Bewegungen der Katalanischen Renaixença und des politischen Katalanismus engagiert. Im Oktober 1880 nahm er am ersten Katalanistenkongress teil. Bis in die frühen 1890er Jahre veröffentlichte er zahlreiche Artikel zu dieser Kulturbewegung in den Zeitschriften Diari Català, La Tramontana, La Veu del Centre Català und L’Avenç. Sein neuer Text auf das alte katalanische Volkslied Els Segadors gewann 1899 den von der Unió Catalana ausgerichteten Schreibwettbewerb für eine neue katalanische Nationalhymne, erzeugte aber auch gewaltige Diskussionen. Der Barceloneser Musikwissenschaftler Jaume Ayats widersprach 2011 dagegen dieser in der Literatur weitverbreiteten „Spätdatierung“ des Hymnentextes auf 1899 und wies bereits 1897 als das Entstehungsjahr des sogenannten „politischen Textes“ der Hymne nach.
Gleichzeitig kam Guanyavents, wie zahlreiche andere Katalanen dieser Zeit (z. B. Serafí Pitarra, Lluís Millet, Antoni Gaudí), aufgrund seines Berufes als Schriftsetzer mit dem aufkommenden Anarchosyndikalismus in Kontakt. Er versuchte für sich, den anarchischen Internationalismus mit seinem Katalanismus in Einklang zu bringen. Er nahm 1881 an der Gründungsveranstaltung der Federació Regional del Treball d’Espanya (FRTE, Regionale Föderation der Arbeiter Spaniens) im Teatre Circ von Barcelona teil. Er war im Jahr 1881 Mitgründer der Gewerkschaft La Solidaria. Diese war durch Abspaltung von der Societat Tipogràfica entstanden, deren ursprüngliches Mitglied Guanyavents als Drucker war. 1885 nahm er am ersten sozialistischen Wettbewerb des Centre d’Amics de Reus teil. Er arbeitete an der Zeitschrift La Luz des Philanthropen und Freidenkers Rossend Arús mit.
In den 1890er Jahren entfernte sich Guanyavents zunehmend von den Ideen des anarchosyndikalen Internationalismus. Der katalanischen Kulturbewegung dagegen blieb er insbesondere als Schriftsteller treu. Er veröffentlichte Gedichtbände wie Alades (1897), Voliaines (1903), Trasplantades (1910, Übertragungen zeitgenössischer französischer Poesie in die katalanische Sprache) im Stil von Joan Maragall und der französischen Symbolisten. 1888 nahm er an den Barceloneser Jocs Florals teil und gewann die Flor Natural, die rote Rose, den ersten Preis. Er arbeitete als Korrektor des Institut d’Estudis Catalans insbesondere bei der Herausgabe der schriftstellerischen Gesamtwerke von Narcís Oller und Ignasi Iglésias.